# SWEAT & TEARS (THE ALFEEの楽曲)
「SWEAT & TEARS」（スウェット・アンド・ティアーズ）は、1986年7月5日に発売されたTHE ALFEE23枚目のシングル。

## 概要
本作以降、バンド名が正式に「THE ALFEE」となった（シングル・レコードのレーベルはまだALFEE）。
またジャケットは、神戸で行われたライブで撮影されたものである。
1986年8月3日に行われた夏の野外イベントTOKYO BAY-AREAのテーマソング及びこの年のツアータイトルにもなった。
当初楽曲のキーを「D」で全ての録音を終えたが、「歌が低い」との理由でドラム以外の全てのパートを「E」で録り直した。
表題曲は6分を超えており、アナログ盤時代の楽曲としては一番長い収録時間の作品となった。
リリース当時ザ・ベストテン・歌のトップテン・夜のヒットスタジオDELUXE等で「歌詞を端折れる部分がない」との理由で曲前インタビューの削除及びギターソロ短縮・転調後のイントロ・アウトロを削ることで出演を承諾。
「霧のソフィア」以来2作振りに高見沢俊彦がリードヴォーカル。
2006年にリリースされたベスト・アルバム『STARTING OVER 〜BEST HIT OF THE ALFEE〜』に収録されたメドレー「BEST HIT ALFEE 15」内のタイトル曲はパートごとにリードヴォーカルが異なる（Aメロ(坂崎)→Bメロ(高見沢)→サビ(坂崎)→Aメロ(桜井)→Bメロ(高見沢)→サビ(桜井)→Aメロ(高見沢)→大サビ(高見沢)）。
タイトル曲は、アルバム『AGES』にリミックスされて収録。シングル・ヴァージョンはベスト・アルバム『THE ALFEE THE BEST』に初めて収録された。
2013年5月12日放送『新堂本兄弟』に、miwaとももいろクローバーZが出演した際「SWEAT & TEARS」をカバー。
2013年7月31日の『FNSうたの夏まつり』でもmiwa、ももいろクローバーZと高見沢のセッションでカバー。
2014年7月13日放送『新堂本兄弟』#511 「高見沢さんの快適な老後を提案する超おせっかいツアー！ in 京都」では、Kinki Kids、高見沢、西川貴教、高橋みなみ、DAIGOがアカペラで披露した。

## 収録曲
- 全作詞・作曲：高見沢俊彦、編曲：THE ALFEE

1. SWEAT & TEARS
2. 風よ教えて

## 収録作品
- AGES（#1、リミックス）
- NON-STOP THE ALFEE（#1）
- BEST SELECTION II THE ALFEE（#2）
- THE ALFEE CLASSICS（#1、ピアノ協奏曲第1番変ロ短調作品23〜Sweat & Tears）
- THE ALFEE THE BEST（#1）
- Promised Love -THE ALFEE BALLAD SELECTION-（#2、新録）
- THE ALFEE SINGLE HISTORY VOL.II 1983-1986（#1,2）
- THE ALFEE 單曲全集一（#1）
- The Alfee Meets Dance（#1）
- THE ALFEE EMOTIONAL MESSAGE SONGS（#1、『ONE NIGHT DREAMS』ライヴヴァージョン）
- THE ALFEE 30th ANNIVERSARY HIT SINGLE COLLECTION 37（#1、新録）
- STARTING OVER 〜BEST HIT OF THE ALFEE〜（#1、メドレーの中の1曲として新録）

## 品番
- シングル・レコード・7A0600